# Вульфтен-ам-Гарц
Вульфтен-ам-Гарц (нім. Wulften am Harz) — громада в Німеччині, розташована в землі Нижня Саксонія. Входить до складу району Геттінген. Складова частина об'єднання громад Гатторф-ам-Гарц.
Площа — 14,81 км2. Населення становить 1801 ос. (станом на 31 грудня 2021).

## Галерея

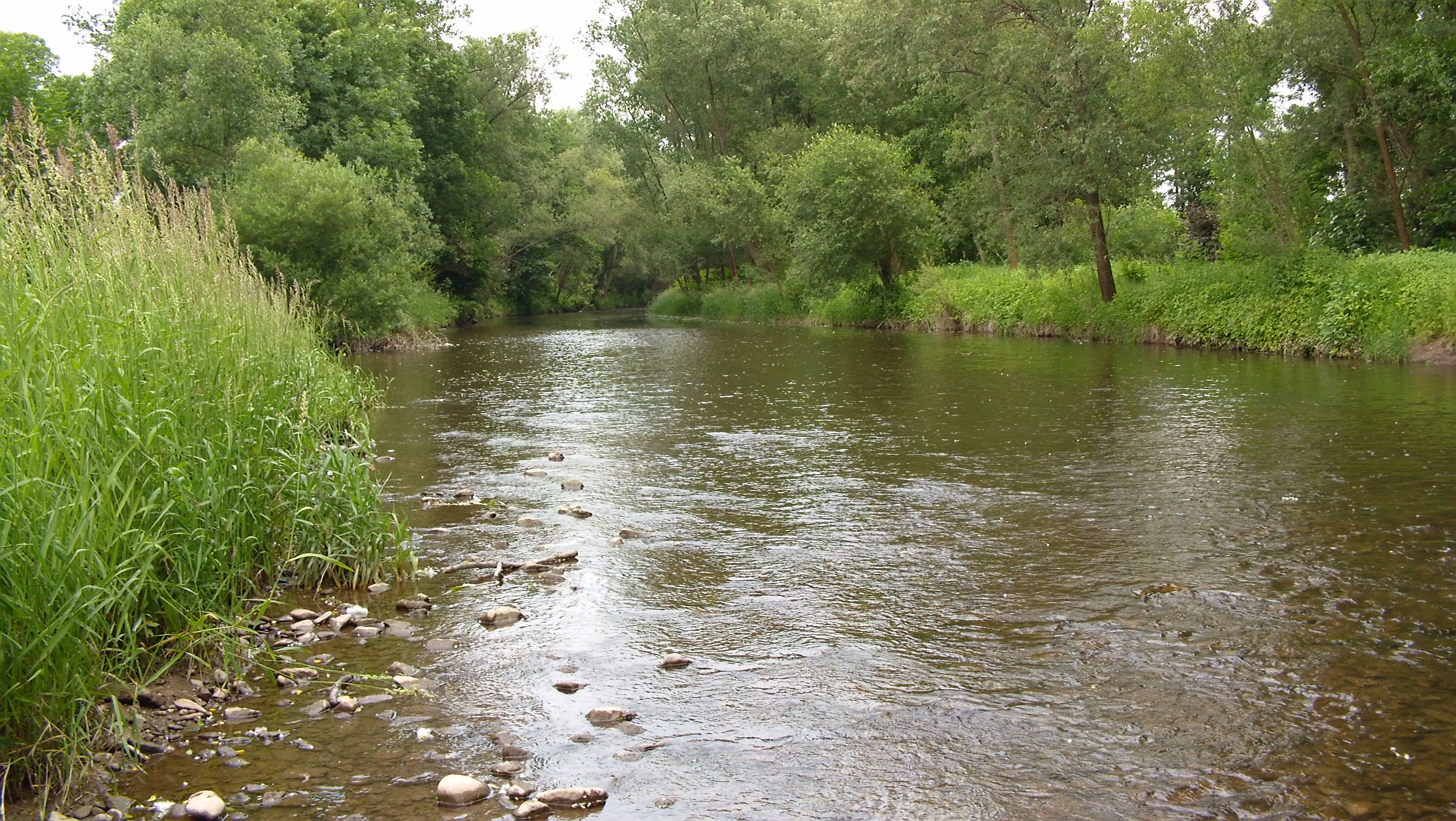